# Medford (Oregon)
Medford ist eine Stadt im Jackson County im US-Bundesstaat Oregon. Das U.S. Census Bureau hat bei der Volkszählung 2020 eine Einwohnerzahl von 85.824 ermittelt. Sie umfasst 56,2 km² (21,7 mi²) des Bear Creek Valley in Süd-Oregon. Medford wurde in den frühen 1880er Jahren als „Middle Ford“ für eine neue Eisenbahnstrecke von Oregon nach Kalifornien, die durch das Zentrum von Bear Creek Valley verlief, gebildet. Der aus Medford, Massachusetts stammende Eisenbahningenieur David Loring kürzte den Namen „Middel Ford“ zu dem seiner Heimatstadt: Medford. 
Am 24. Februar 1885 wurde die Stadt Medford formal gegründet. Medford wuchs von einer kleinen Gemeinde zu der größten Stadt im Süden Oregons heran und wurde zum County Seat des Jackson Countys bestimmt. Die Bevölkerungszahl von Medford nimmt stetig zu. Im Jahr 2000 lag sie bei 63.154 Einwohnern, 2010 bei 74.907, 2020 dann bei 85.824 Einwohnern.

## Geschichte

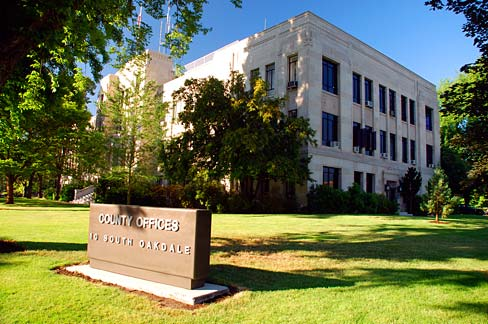
Jackson County Courthouse

Der National Park Service führt für Medford 43 Bauwerke und Stätten im National Register of Historic Places an (Stand 16. Januar 2019), darunter das Jackson County Courthouse.

## Wirtschaft
„Bear Creek“, das größte Direktmarketing-Unternehmen für Frucht und Nahrungsmittel in den Vereinigten Staaten hat seinen Sitz in Medford. Das Unternehmen ist der zweitgrößte Arbeitgeber in Oregon, es hat 3.500 festangestellte Mitarbeiter und etwa 10.000 Saisonkräfte. Bear Creek wurde im Jahr 1886 gegründet, um die Ernte aus den Obstgärten des Rogue Valley zu vermarkten und zu verkaufen.

## Tourismus
In den Siskiyou Mountains liegen südöstlich von Medford das Oregon Caves National Monument, eine Tropfsteinhöhle in Marmorgestein und südlich der Stadt das Cascade-Siskiyou National Monument, ein Schutzgebiet mit herausragender Biodiversität. 

## Städtepartnerschaft
Die italienische Stadt Alba (Piemont) ist seit 1960 Partnerstadt von Medford.

## Söhne und Töchter der Stadt
- Edison Marshall (1894–1967), Schriftsteller
- Henry Sheldon Fitch (1909–2009), Zoologe und Herpetologe
- Ben Harrell (1911–1981), General der United States Army
- Vic Snyder (* 1947), Politiker
- Lisa Rinna (* 1963), Schauspielerin und Moderatorin
- Mark Ryden (* 1963), Maler und Illustrator
- Jonathan Stark (* 1971), Tennisspieler
- Jason James Richter (* 1980), Schauspieler und Musiker
- Kellin Quinn (* 1986), Musiker
- Kyle Singler (* 1988), Basketballspieler
- Nathaniel Schnugg (* 1988), Tennisspieler
- Teo Olivares (* 1990), Schauspieler
- Jaida Ross (* 2001), Kugelstoßerin